# Jardim Paulista
Pour les articles homonymes, voir Paulista.

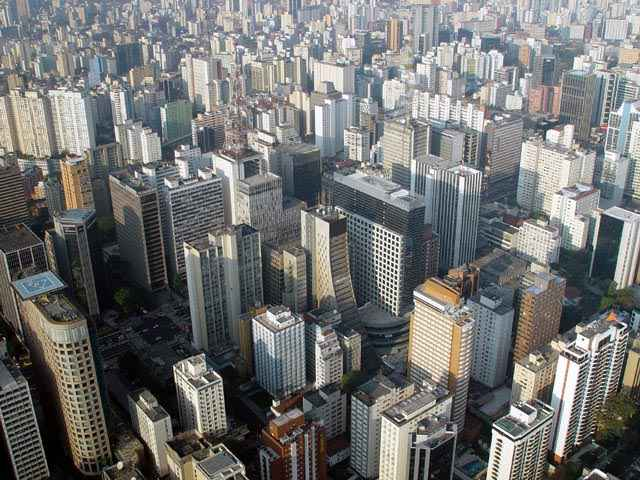
Vue aérienne partielle de l'arrondissement.

Jardim Paulista est un district situé dans la région ouest de la ville de São Paulo au Brésil.
La zone du district est limitée par l'avenue Paulista, les avenues Avenue Brigadeiro Luís Antônio et São Gabriel, la rue Groenlândia, l'alameda Gabriel Monteiro da Silva, l'avenue Brasil, la rue Henrique Schaumann, les avenues Paulo VI, Doutor Arnaldo et Rebouças, avant de revenir sur l'avenue Paulista.
Beaucoup de ses rues ont été baptisées du nom des villes de l'état de São Paulo, comme, entre autres, alameda Campinas, alameda Santos, alameda Jaú, alameda Itu, alameda Franca, alameda Tietê.

## Histoire
Le quartier Jardim Paulista a été aménagé par l'entreprise d'urbanisme Companhia City et rassemble les districts Alto de Pinheiros, Moema et Itaim Bibi, les plus riches de la ville. Certaines rues, en particulier dans le quartier de Cerqueira César, comme la rue Oscar Freire, sont célèbres pour le commerce de luxe et marques internationales.
Au sein de ce district se trouvent le Colégio Assunção et le Colégio Dante Alighieri, deux des collèges les plus célèbres de la ville.

## Caractéristique
La topographie du quartier est composée de deux parties ayant des caractéristiques distinctes : la première est relativement plate et va de la rue Estados Unidos jusqu'à l'alameda Lorena ; la deuxième comprenant les voies en direction de l'avenue Paulista, est en pente.